# De Iendracht
De Iendracht is een nieuwbouwwijk in IJlst. De wijk is eind jaren negentig gebouwd en bestaat voor het grootste gedeelte uit vrijstaande woningen. De Iendracht ligt ten zuiden van de wijk Cloosterkamp en in het zuidoosten van IJlst. Verder is de Iendracht een waterrijke wijk.